# Municipio de Palestine (Kansas)
El municipio de Palestine (en inglés: Palestine Township) es un municipio ubicado en el condado de Sumner en el estado estadounidense de Kansas. En el año 2010 tenía una población de 230 habitantes y una densidad poblacional de 3,13 personas por km².

## Geografía
El municipio de Palestine se encuentra ubicado en las coordenadas 37°21′28″N 97°13′5″O / 37.35778, -97.21806. Según la Oficina del Censo de los Estados Unidos, el municipio tiene una superficie total de 73.46 km², de la cual 72,53 km² corresponden a tierra firme y (1,26 %) 0,92 km² es agua.

## Demografía
Según el censo de 2010, había 230 personas residiendo en el municipio de Palestine. La densidad de población era de 3,13 hab./km². De los 230 habitantes, el municipio de Palestine estaba compuesto por el 92,17 % blancos, el 2,61 % eran afroamericanos, el 0,87 % eran amerindios y el 4,35 % eran de una mezcla de razas. Del total de la población el 0,87 % eran hispanos o latinos de cualquier raza.